# Elegia (film 2008)
Elegia (ang. Elegy) – amerykański melodramat z 2008 roku w reżyserii Isabel Coixet. Adaptacja powieści Konające zwierzę autorstwa Philipa Rotha. Zdjęcia plenerowe kręcono w Vancouver (m.in. na University of British Columbia).

## Opis fabuły
David Kepesh jest wykładowcą literatury i publicystą po pięćdziesiątce. Na zajęciach poznaje dwudziestoletnią Kubankę Consuelę Castillo, która jest od niego o przeszło 30 lat młodsza. Nawiązuje z nią romans, który przeradza się w związek. Film jest jednostronną relacją Davida. Jako narrator opowiada o swych doznaniach i uczuciach, o własnej starości w odniesieniu do młodości dziewczyny. Mimo iż pokochał ją, nie potrafił odważyć się, by przyjść na uroczystość rodzinną Consueli. Wkrótce potem Kubanka zrywa kontakt. Po pewnym czasie pojawia się ponownie i oznajmia, że jest chora na raka piersi.

## Obsada
- Penélope Cruz – Consuela Castillo
- Ben Kingsley – David Kepesh
- Peter Sarsgaard – Kenneth Kepesh
- Dennis Hopper – George O'Hearn
- Patricia Clarkson – Carolyn
- Debbie Harry – Amy O'Hearn
- Sonja Bennett – Beth
- Chelah Horsdal – Susan Reese